# SES-5
O SES-5 (Anteriormente denominado de Sirius 5 e também conhecido por Astra 4B) é um satélite de comunicação geoestacionário que foi construído pela empresa Space Systems/Loral (SS/L), ele está localizado na posição orbital de 5 graus de longitude leste e é operado pela SES e sua expectativa de vida útil é de 15 anos. O satélite foi baseado na plataforma LS-1300.

## História
Em outubro de 2008 a SES Sirius AB da Suécia ordenou a construção do grande satélite Sirius 5 pela Space Systems/Loral para um lançamento previsto para 2011. O Sirius 5 é um poderoso satélite multimissão com cargas em banda C e Ku, que opera em ambas bandas de frequência C e Ku proporcionando um alto desempenho e ampla cobertura para transmissão direct-to-home, banda larga e serviços VSAT na Europa e África.[carece de fontes?]
A carga de banda C é operado como SES-5 pela SES World Skies. O satélite foi renomeado para Astra 4B em abril de 2010. Possivelmente a designação Astra 4B foi descartada no final de 2010.
Localizado a 5 graus leste, o Astra 4B é configurado com dois feixes de banda Ku, um atendendo a clientes nos países nórdicos e bálticos e outro servindo a África Subsaariana. Tem um total de 36 transponders em banda Ku ativos disponíveis. O satélite também tem dois feixes de banda C, um com cobertura global e um com cobertura hemisférica, que podem ser operados com até 24 transponders de banda C ativos. O satélite também inclui uma capacidade de banda Ka uplink, permitindo operações flexíveis entre a Europa e África.
Além das cargas primárias o Astra 4B também leva uma carga útil de navegação para a União Europeia. A carga útil de navegação faz parte do European Geostationary Navigation Overlay Service (EGNOS), que está sendo desenvolvido pela Agência Espacial Europeia (ESA) e a Comissão Europeia (CE). O serviço é um precursor do Galileo, o sistema de navegação global por satélite completo em desenvolvimento na Europa. Ele vai aumentar a precisão e confiabilidade dos sinais tanto do sistema de navegação por satélite GPS e do sistema russo GLONASS.
O satélite SES-5 está localizado a 5 graus leste juntamente com o Astra 4A. Lançado em novembro de 2007, este satélite fornece uma cobertura europeia e africana semelhante e foi originalmente chamado de Sirius 4, mas renomeado posteriormente para Astra 4A.

## Lançamento
O satélite foi lançado com sucesso ao espaço no dia 09 de julho de 2012, às 18:38 UTC, por meio de um veículo Proton-M/Briz-M, a partir do Cosmódromo de Baikonur, no Cazaquistão. Ele tinha uma massa de lançamento de 6.008 kg.

## Capacidade e cobertura
O SES-5 é equipado com 24 transponders em banda C e 36 em banda Ku para fornecer transmissão de direct-to-home, banda larga e serviços VSAT na Europa e na África. O satélite também leva uma carga útil para ser usada como parte do sistema de navegação European Geostationary Navigation Overlay Service (EGNOS).